# Накамура Каеде
Накамура Каеде (яп. 中村 楓; нар. 3 серпня 1991) — японська футболістка. Вона грала за збірну Японії.

## Клубна кар'єра
У 2010 році дебютувала в «Альбірекс Ніїґата».

## Кар'єра в збірній
У червні 2017 року, її викликали до національної збірної Японії на Algarve Cup. На цьому турнірі, 3 березня, вона дебютувала в збірній у поєдинку проти Ісландії. У 2017 році зіграла 3 матчі в національній збірній.

## Статистика виступів
| Збірна Японії | Збірна Японії | Збірна Японії |
| Рік           | Матчі         | Голи          |
| ------------- | ------------- | ------------- |
| 2017          | 3             | 0             |
| Загалом       | 3             | 0             |